# Sinbad le marin
Pour les articles homonymes, voir Sinbad.
 (août 2013).
Si vous disposez d'ouvrages ou d'articles de référence ou si vous connaissez des sites web de qualité traitant du thème abordé ici, merci de compléter l'article en donnant les références utiles à sa vérifiabilité et en les liant à la section « Notes et références ».

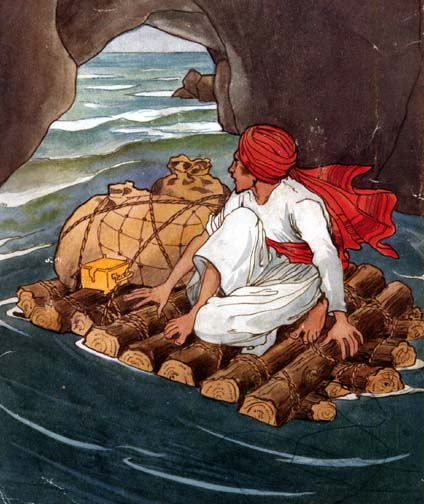
Illustration de Sinbad le marin par René Bull.

Sinbad le marin, en persan Sindibad (aussi épelé « Sindbad » du persan : سندباد (Sandbād)), est un conte d'origine irakienne surtout connu grâce au recueil Les Mille et Une Nuits, dans lequel il est généralement présent. Il narre les aventures de son personnage éponyme, un marin de la ville de Bagdad du temps de la dynastie des Abbassides (aux environs de 781-835 d'après René R. Khawam). Durant ses voyages dans les mers de l'est de l'Afrique et du sud de l'Asie, Sinbad vit de nombreuses aventures fantastiques.

## Nom du héros

### Variantes
Le nom du héros a différentes orthographes selon les traducteurs. Il est nommé Sindbad chez Antoine Galland, Joseph-Charles Mardrus, René R. Khawam, ainsi que Jamel Eddine Bencheikh et André Miquel, par exemple. Il est appelé Sind-Bâd chez Louis-Mathieu Langlès, ainsi que Sind-Bad chez Édouard Gauttier d'Arc.

### Étymologie
Plusieurs étymologies au nom « Sindbad » sont proposées et il est difficile de dire avec certitude d'où vient ce nom. On sait que l'Inde eut son Sindibad Nameh (le Livre de Sindibad), traduit très tôt en Perse. Voici quelques hypothèses :
- « Siddhapati », mot sanscrit qui signifie « le seigneur des sages » ;
- « Bidpai » (Bidyápati) ;
- « Sind » ou « Sindh », le nom d'origine de l'Indus et d'une région du Pakistan
- « Sîn-dabâne » (l'homme attiré par la Chine)[1]
- « Sanbao » signifiant littéralement « Trois Joyaux » (vertus capitales indissociables communes aux principales philosophies que sont L'Éveil, l'Altruisme et l’Équité, soit « Apprendre, comprendre et partager »), est le surnom honorifique du grand-amiral musulman Zheng He, grand-eunuque à la cour de l'empereur chinois Ming Yongle et planificateur des sept expéditions transocéaniques lancées sous le règne de celui-ci.
- « Sound-bad », nom iranien assez répandu ; les voyages du héros aux Indes lui auraient fait changer ce nom en celui de Sundbad (Sind étant le nom arabe de l'Inde)[6].

## Les aventures de Sinbad le marin
Les Mille et Une Nuits est un recueil qui narre les nuits où la jeune Shéhérazade, fille de vizir, invente une multitude de contes pour distraire son mari et échapper à la mort. On y trouve en particulier, depuis la traduction d'Antoine Galland, les aventures de Sinbad le marin.
Vers la fin de la 536e nuit, Shéhérazade débute l'histoire de Sinbad : à l'époque de Hâroun ar-Rachîd, calife de Bagdad, un pauvre livreur du nom de Hindbad, ou Sindbad, homonyme de Sindbad le marin, fait une pause sur un banc près de la grille de la maison d'un riche marchand. Alors qu'il se plaint à Allah des injustices d'un monde qui permet aux riches de vivre pleinement, tandis que lui doit travailler d'arrache-pied et demeurer pauvre, le propriétaire des lieux l'entend et l'envoie chercher. Le riche Sinbad dit au pauvre Hindbad qu'il est devenu riche par la chance, au cours de ses sept voyages fantastiques, fait en partant de Bassorah, qu'il va maintenant lui raconter. Il rencontre des rats, des chevaux et des hippopotames. Les détails changent selon les éditions, qui se basent sur des manuscrits différents. 

### Le premier voyage
Sindbad et ses compagnons voyagent à travers l'océan Indien, qui est décrite notamment dans la version de Galland comme étant  très spacieuse, ayant a d’un côté pour bornes les côtes d’Abyssinie et quatre mille cinq cents lieues de longueur jusqu’aux îles de Vakvak. Les marins accostent sur une petite île à fleur d'eau pour se reposer, ne se doutant de rien : c'est en fait le dos d'une baleine. Quand elle se réveille et s'apprête à replonger, Sindbad n'a pas le temps de rejoindre le bateau, qui repart en catastrophe. Accroché à une pièce de bois, il accoste sur une autre île.
Les palefreniers travaillant pour le compte du roi Mihrage (ou al-Mihradjân) y attachent leurs pouliches de pur-sang sur les plage de l'île à chaque nouvelle lune, puis se cachent dans une grotte voisine. Attirés par l'odeur des femelles, arrivent des chevaux marins qui se croient seuls, les fécondent et tentent de les dévorer ; les employés sortent alors de leur cachette pour les mettre en fuite. Le poulain qui résultera de l'accouplement, unique au monde, vaut une fortune et appartient aux souverains. Les palefreniers conduisent Sindbad à la ville. Songeant à rentrer chez lui, il interroge régulièrement des marins de passage et rencontre un jour des Indiens qui lui explique qu'il appartiennent à différentes castes. Certains s’appelant Shakiriyah, les plus nobles de leurs castes, n’opprimant ni ne faisant violence à personne. D’autres sont les Brahmanes, peuple qui s’abstient de vin, mais vit dans le bonheur, le réconfort et la joie, et possède des chameaux, des chevaux et du bétail. De plus, ils m’ont dit que le peuple de l’Inde est divisé en soixante-dix-deux castes. De là, Sindbad visite l'île de Kâbil (ou Cassel), avec certains poissons longs de plus de 100 coudées craints par les pêcheurs, d'autres à tête de hibou. Chaque nuit s'y fait entendre un vacarme de percussion, faisant ainsi croire aux marins de passage que l'île est habitée par Degial. Quelque temps plus tard, le bateau qui l'avait abandonné accoste chez le roi Mihrage : Sindbad retrouve sa cargaison de marchandises et peut rentrer chez lui.

### Le deuxième voyage

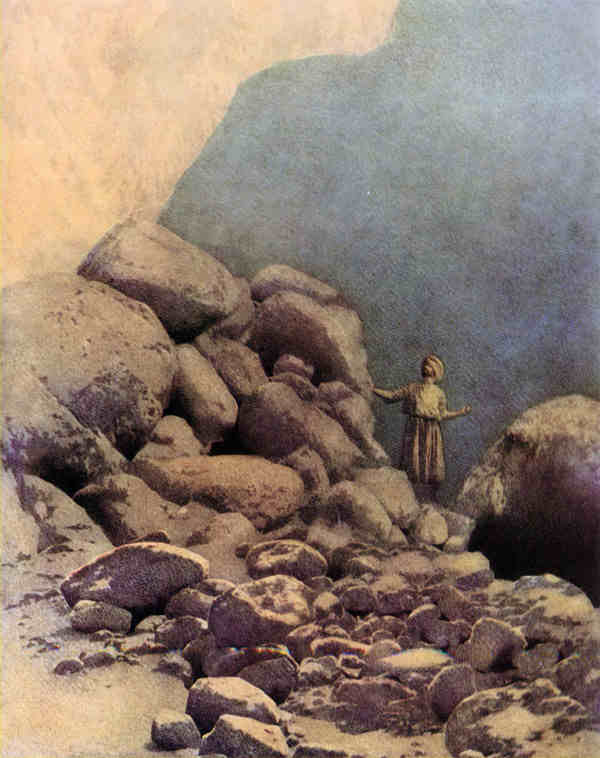
Sinbad le marin et la vallée des diamants (Maxfield Parrish).

Durant le deuxième jour de l'histoire de Sinbad, il raconte comment il s'est lassé de sa vie de plaisirs puis a repris la mer, possédé par l'idée de voyager dans le monde des hommes et de visiter leurs villes et leurs îles.
Accidentellement abandonné par son équipage, il se retrouve seul dans une inaccessible vallée de serpents géants et d'oiseaux encore plus gigantesques, des rokhs. Piégé dans le nid d'une de ces créatures à l'œuf grand comme un bâtiment, il attache son turban à sa patte pour s'envoler avec elle. Atterrissant sur un plateau, il se rend compte que le sol de la vallée voisine est tapissé de diamants.
On y apprend que des marchands récoltent les diamants en lançant de carcasses d'animaux dans la vallée, blocs que les oiseaux ramènent dans leurs nids : les diamants se collent à la viande et les marchands les récoltent en ramenant la viande à l'aide d'une corde,,. Afin de sortir de la vallée, Sinbad s'attache à une pièce de viande, emportant avec lui un gros sac de diamants.
Rencontrant des marchands, il explore l'île et finit par découvrir une zone où poussent des camphriers. Son camphre se récolte par une incision sur le tronc : le liquide se solidifie alors comme de la cire et la plante s'assèche et meurt. Il y rencontre aussi des karkadanns (ou rhinocéros, selon les traductions), possédant une corne sur laquelle est gravée la figure d'un homme. Il est capable de tuer un éléphant en l'encornant et de courir avec sa dépouille sans même s'en rendre compte. Seulement, la graisse de l'animal mort fond alors au soleil et coule dans les yeux de son tueur, qui finit par devenir aveugle et s'affaler,. Le rokh s'empare alors des deux bêtes et les amène à son nid pour nourrir ses oisillons.

### Le troisième voyage

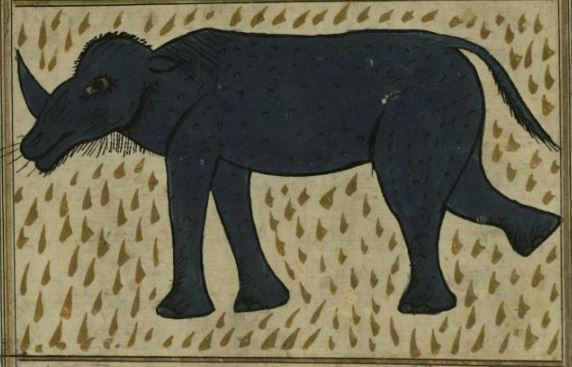
Page du manuscrit Walters W.659 du Walters Art Museum (Baltimore, États-Unis) figurant un Karkadann.

Sans cesse en quête d'aventures, Sinbad repart de Bassora.
Par malchance, lui et ses compagnons échouent sur les rivages de la Montagne des singes, où ces animaux assaillent quiconque s'y aventure. Leur échappant, ils sont emprisonnés dans le château d'une créature humanoïde gigantesque, noire de peau, aux yeux étincelants, avec des lèvres longues et pendantes comme celles des chameaux, les oreilles lui couvrant les épaules, aux dents comme des défenses de sanglier et les ongles des mains pareilles aux griffes d'un lion.
Le monstre dévore un à un les membres de l'équipage, en commençant par le plus gros. Sinbad élabore un plan pour aveugler le géant avec des broches métalliques,. Ainsi, l'équipage s'enfuit sur des radeaux qu'ils avaient construits. Le cyclope se précipite sur la plage pour jeter des pierres sur les radeaux des fugitifs. Malheureusement seuls trois marchands (dont Sinbad) survivent..
Arrivés sur une autre île, ils rencontrent un serpent grand comme un palmier qui dévore chaque nuit un des marchands. Quand Sinbad se retrouve seul, il décide de construire un barrage autour de lui. Ce stratagème fonctionne, et lorsque le jour arrive le serpent s'éclipse ; Sinbad peut quitter l'île grâce à un navire qui passait par là. Racontant ses aventures, les marins lui parlent de ces créatures comme le géant. Puis, ils vont d'île en île jusqu'à celle de Selâhath, où l'on trouve du bois de sandal en abondance. Continuant par d'autres destinations, ils prîrent des chargements de nard-épi, de clou de girofle, de canelle et firent voile pour les côtes de l'Inde.
Il retourne alors à Bagdad, plus en forme que jamais, et les festivités de son retour lui font oublier les horreurs de son troisième voyage.

### Le quatrième voyage
Comme dans chaque voyage de Sinbad, son navire s'échoue. Les hommes noirs nus avec lesquels son équipage et lui se retrouvent leur donnent à manger une plante qui leur enlève toute leur volonté, les réduisant à l'état de bêtes. Sinbad refuse de manger de cette plante et voit apeuré ses compagnons ne pouvant s'empêcher de se gaver des aliments apportés par leurs hôtes, qui les frictionnent aussi au lait de coco, jusqu'à ce qu'ils deviennent gros et gras. Ensuite, ils les font rôtir et les servent à leur roi cannibale dans son palais, le seul qui ait le droit de manger cette nourriture. Les insulaires constatant qu'il reste maigre ne font plus attention à lui et il s'échappe. Après une semaine d'errance à subir faim et soif, il rencontre un groupe de marchands occupés à cueillir du poivre.
Ils l'embarquent pour leur île du voisinage, où leur roi se lie d'amitié pour Sinbad et lui donne une riche et belle vie. Visitant la capitale, il y découvre les souks où s'échangent toutes sortes de marchandise et des chevaux, mais il s'étonne que personne n'utilise de selle. Constatant que les habitants de l'île ignore son existence, il propose d'en fabriquer, avec l'aide d'un menuisier et d'un forgeron à qui il explique comment s'y prendre. Ce nouvel objet se répandant rapidement parmi la population, le héros s'enrichit et devient indispensable sur l'île. Si bien que le roi le considère comme un des siens et l'invite à habiter une suite indépendante de son palais. Il le fait même épouser une des habitantes de l'île, uni à elle par un cadi.
Un peu trop tard, Sinbad apprend une coutume particulière de l'île : à la mort d'un des deux époux, son partenaire est enterré vivant avec lui dans une vaste tombe commune creusée dans une montagne avoisinant la mer, tous deux dans leurs plus beaux atours. Ainsi, le veuf ne survit pas à la perte de son conjoint. Malgré toute son attention, la femme de Sinbad tombe malade et meurt peu après ; les autres habitants font donc subir à Sinbad le même sort, lui présentant toutes leurs condoléances et l'enfermant sous la dalle sépulcrale avec un pot d'eau et quelques morceaux de pain. Au moment où ses maigres provisions sont écoulées, un autre couple, le mari étant mort et la femme vivante, sont jetés dans la caverne ; Sinbad s'empare du tibia d'un défunt, tue la femme avec et prend ses provisions. Alors que de nouveaux venus arrivent régulièrement, il survit un certain temps et a bientôt une bonne quantité de pain et d'eau et beaucoup d'or, de joyaux et de vêtements, mais est toujours incapable de s'échapper. Jusqu'au jour où un animal sauvage lui montre un passage vers l'extérieur, creusé par un charognard dans la chaîne de montagne et menant au-dessus de l'océan. De là, un navire le recueille et vogue d'îles en îles, passant par l'île des Cloches, d'où ils passèrent à l'île de Kélâ en six jours, voisine de l'Inde et possédant des mines de plomb (ou d'étain, selon la traduction) et des terres où s'épanouissent la canne à sucre et un excellent camphre. Son roi est puissant ; il gouverne aussi l'île de Nâcous, où se trouve la ville du même nom. Après avoir couru tous les lieux environnants, ils le ramène à Bagdad, où il donne ses richesses aux pauvres et recommence à vivre une vie de plaisirs.

### Le cinquième voyage
Les plaisirs de la vie à Bagdad, dit-il, purent encore effacer de sa mémoire toutes ses souffrances, mais sans lui ôter l'envie d'entreprendre de nouveaux voyages.
C'est pourquoi il achète des marchandises, qu'il fait emballer et charger sur des voitures. Pour avoir un navire à son commandement, il se rend sur le port de Bassorah où il en achète un gros qu'il fait équiper à ses frais. Dès qu'il fut achevé, il le fait charger. Il prend à bord plusieurs marchands de différentes nations, avec leurs marchandises.
Après une longue navigation de plusieurs jours, ils abordent sur une île déserte où ils trouvent un œuf de rokh sur le point d'éclore. Les compagnons de Sindbad ignorent de quoi il s'agit et s'amusent à lancer des cailloux dessus, jusqu'à ce qu'un oisillon géant en sort ; ils s'emparent alors et le découpent pour le rôtir. Sindbad, resté à bord, ne se doute pas de ce qui se passe jusqu'à ce qu'il le remarque : expérimenté par son deuxième voyage, il les averti du danger qui les menaçait. En effet, leur acte provoque la colère des parents du petit, qui arrivent et, attristés de ce qui lui étaient arrivés, pour se venger, bombardent les agresseurs avec des pierres. Les marins ayant embarqués parviennent à éviter celle lâchée par le père qui tombe dans la mer sous la quille, mais provoque un tel choc que leur navire se soulève avant de se reposer et les marins purent même voir le fond marin. Mais, après être parvenus en pleine mer, le bateau est coulé par la pierre lâchée par la mère ; Sinbad survit et, accroché à une poutre, regagne l'île la plus proche en tapant des pieds.
L'île semble paradisiaque : les arbres regorgent de fruits et de fleurs, les rivières coulent abondamment et les oiseaux gazouillent. En se promenant, il rencontre alors sur le bord d'un ruisseau un vieillard habillé de feuilles d'arbres, qui lui demande de le porter sur ses épaules. Il s'exécute, mais ne se rend pas compte qu'il avait affaire au Vieillard de la Mer : un homme cruel qui serre ses jambes, à la peau noire et rugueuse comme le cuir d'un buffle, autour de son cou et le traite comme sa monture, le forçant à se rendre où il le désire. Si le malheureux désobéit, son bourreau le talonne dans les côtes ou l'étrangle à le faire s'évanouir. Et il ne peut ni dormir, ni se reposer. Quant au cavalier, il dort et fait ses besoins sur ses épaules. Un jour, le voyageur décide de fabriquer du vin pur pour supporter son calvaire en faisant fermenter du raisin dans des calebasses trouvées dans une clairière. Le vieillard, ignorant ce que c'est, en boit et adore au point de s'enivrer et s'endormir. Ses muscles lâchent alors la victime, qui en profite pour le faire tomber et prendre une grosse pierre pour lui fracasser la tête. Délivré de son fardeau, Sinbad reprend son exploration de l'île et rencontre des marins qui lui apprennent que l'homme sadique dont il s'est débarrassé est tristement célèbre pour avoir tué ses précédentes victimes.
Ils naviguent des jours durant jusqu'à la Ville aux singes, située au fin fond du Pays des Noirs, aux constructions élevées. Chaque nuit, ses habitants la quittent par la porte donnant sur la mer et dorment sur des barques et des bateaux. En effet, ils craignent les attaques nocturnes des singes qui descendent des montagnes et envahissent les rues. Descendant pour la visiter, Sinbad remarque trop tard que son bateau repart sans lui et maudit sa curiosité, se rappelant ses précédents voyages où il eut affaire à des singes. Rencontrant un habitant, il embarque avec lui sur sa barque et s'éloigne de la côte d'un mille avant d'y dormir. Le lendemain matin, chacun reprend ses activités quotidiennes dans la cité. Un jour, un homme avec qui il avait dormi au large lui proposa de participer à une activité florissante pratiquée par certains habitants. Il l'invita à remplir un sac de galets du rivage. Puis, il lui demande d'imiter exactement ce que feront ceux qui l'accompagneront. Ensemble, ils se rendent dans une large vallée plantée de nombreux arbres si haut que nul ne peut y grimper, au pied desquels vivent nombre de singes. En voyant arriver ces humains, ils prennent peur et grimpent au sommet du tronc et se font lancer des cailloux par ces visiteurs. Ils répliquent alors en leur lançant des noix de coco arrachées aux branches, que Sinbad et les autres peuvent alors ramasser. Il répète l'opération quotidiennement, stockant ses récoltes chez son ami qui lui avait fait découvrir cette astuce.
Puis, des négociants finirent par débarquer, troquant leurs marchandises contre ces fruits : le marin embarque avec sa cargaison sur un de leurs navires et naviguera d'îles en îles pour la vendre à leurs habitants. Il abordera sur une île riche en canneliers et poivriers (dont les larges feuilles protègent de la pluie et qui se replie par temps sec le long de la tige, laissant ses grains libres au soleil) : il fait alors grosse provision de cannelle et de poivre. Puis, il poursuit par l'île d'al-Asrât, fournissant du bois d'aloès « qumâri », avant de continuer par une autre située à cinq jours de mer où se trouve de l'aloès de Chine, plus précieux que le précédent. Le marin estime que ses habitants sont moins croyants que ceux de l'île précédente, s'adonnant à la débauche et à la boisson et ignorant l'existence de l'islam. Enfin, il arrive avec ses compagnons dans la Mer des perles, où, en échange de noix de coco, il demande aux pêcheurs de perle de lui en ramener une grosse cargaison. Il repart alors chez lui.

### Le sixième voyage
Embarque sur un navire le recueille, il repart en mer, navigant tranquillement, jusqu'à ce que le capitaine hurle d'effroi. Il explique à son équipage qu'il a perdu le cap, qu'il a quitté la mer sur laquelle il naviguait pour entrer dans une autre qui lui est inconnue, le rendant incapable de se diriger. Pire, le vent forcit, faisant se dresser le bateau sur sa poupe, son gouvernail se brise et il s'échoue contre une haute montagne située sur une grande île. Ceux qui ne sont pas noyés réussissent à s'accrocher aux rochers.
Tous les survivants deviennent alors fous face aux nombreuses marchandises issues des précédents naufrages éparpillés sur la plage, sauf Sinbad. Lui a trouvé une source au centre de l'île nourrissant un ruisseau. Observant son lit, il constate qu'il est rempli de gemmes et de brillantes paillettes de métal précieux, avec hyacinthes et grosses perles royales de la plus belle eau, scintillant de mille feux. L'île regorge aussi d'essence d'aloès odoriférant : Sanfy et Comâry (ou, selon Jamel Eddine Bencheikh dans sa traduction, agalloche de Chine et calambac qumârî). Une autre source, naissant très haut dans la montagne, produit et charrie de l'eau semblable à du bitume, de l'ambre gris pur,. Celui-ci fond sur les bords tel de la cire liquéfiée sous la chaleur solaire et se répand jusqu'au rivage. Les animaux marins venaient l'avaler avant de replonger, le gardant au chaud dans leurs entrailles, avant de le rejeter à la surface où il se solidifie et change de couleur et de consistance. les vagues le déposent alors sur la côte, où il peut être ramassé et vendu cher. Un ambre d'une autre sorte resté au bord de la source connait un autre destin : il s'écoule avec les eaux, puis se dépose au fond, où il se solidifie. Si la chaleur devient vive, il se liquéfie et dégage une odeur proche de celle du musc. Mais contrairement à l'autre, il reste inaccessible à cause des montagnes environnant le lieu où il s'épand impossible à escalader.
Cependant, aussi riche soit l'île il n'y a aucune nourriture et ses compagnons meurent les uns après les autres, jusqu'à ce qu'il se retrouve seul. Il creuse sa tombe lui-même sur la plage et s'y installe, attendant d'être recouvert par le sable. Mais au moment où il se résigne à mourir, il s'interroge sur le cours d'eau, se demandant où il coule quand il passe sous la montagne. Il fabrique un radeau à partir de bois d'aloès attaché par des cordages issue des épaves, y entasse ce qu'il peut de richesses ramassées sur l'île et de provisions et descend la rivière. Manœuvrant par deux rames, il se laisse emporter jusqu'à pénétrer dans un tunnel étroit, où il est plongé dans les ténèbres et où son radeau frotte les parois. S'allongeant à plat ventre, il continue son chemin, sans savoir s'il faisait nuit ou jour, terrorisé par ce qui l'attend. Tantôt le torrent s'élargit, tantôt il se rétrécit à nouveau. Étant fatigué, il s'endort.
Il trouve en se réveillant à l'air libre, au bord d'un large plan d'eau : son embarcation a été tirée au sol et il était entouré d'hommes au teint noir, qui lui parle dans une langue qu'il ignore. Puis, l'un d'eux lui souhaite la bienvenue en arabe et lui offre à manger, tout en écoutant le récit de ses aventures. Puis, il l'amène près de leur roi, qui lui explique régner sur cette île de Sarandîb (Sri Lanka) et l'accueille dans son royaume, où il est traité avec une grande générosité. Le palais royal est superbe, son occupant se déplace grâce à un trône juché sur un éléphant. Il est protégé de deux officiers, celui de devant portant une lance d'or et celui de derrière un sceptre surmonté d'une émeraude. L'escorte est complétée de dignitaires et de gardes vêtus d'or et de soie. Le souverain est curieux de ce que Sindbad lui raconte à propos de Haroun al-Rashid. Puis, le voyageur visite l'île qu'il décrit comme étant située sous la ligne équinoxiale et, dont il fournit les mesures et qu'il dit s'étendre au loin entre une haute montagne et une vallée profonde. Cette montagne, qu'il situe à trois jours d'où il se trouve, contient différentes espèces de rubis et diverses mines. Ses arbres produisent des épices, son sol est couvert de pierres d'émeri, qui servent à polir les pierres fines. Quand des marchands projettent de se rendre à Bassorah, le marin demande à les rejoindre. Le monarque lui demande alors d'apporter des présents de sa part à Bagdad : une lettre écrite sur une peau de gazelle, une coupe taillée dans un unique rubis long d'un empan et large d'un travers de doigt, remplie de grosses perles du poids d'un metscal, un lit fait de la peau du serpent qui avala un éléphant capable de guérir de toute maladie quiconque s'allonge dessus, deux cents grains du meilleur camphre, deux défenses d'éléphant et cent mille pots d'aloès indienne. Ils sont accompagnés d'une jeune et belle esclave parée de bijoux.
Lorsque Sinbad retourne à Bagdad, le calife est très intéressé par ce qu'il lui dit de la terre du Serendib, au point qu'il le fait consigner par écrit et fait placer l'ouvrage dans sa bibliothèque afin d'édifier tous ceux qui le liraient.

### Le septième voyage
Il existe deux versions de ce dernier voyage selon le texte du conte en main. Toutes deux commencent généralement par le seul voyage diplomatique du héros. Lassé de ses voyages et âgé, Sinbad décide d'arrêter sa vie aventureuse pleine de dangers. Mais le calife lui demande de retourner un cadeau et une lettre au roi de Serendib, avec quelques cadeaux. Il entreprend donc le voyage et arrive sur l'île après deux mois de mer. On vint le chercher pour le conduire au roi est très heureux des cadeaux du calife et enrichit Sinbad de présents. Puis, il reprend la mer et s'ensuit une énième catastrophe maritime, différant selon la version : 

#### Version proposée notamment par Galland
Dans cette version du septième voyage (ou bien la deuxième partie du sixième voyage), la catastrophe habituelle se produit : de retour de Serendib, le bateau de Sinbad est attaqué par des pirates ; il est alors capturé et vendu comme esclave. Son maître l'amène sur une île et le conduit dans une forêt, où il lui demande grimper dans un arbre et, le lendemain matin, de tuer des éléphants avec un arc et des flèches. Ce qu'il fait chaque jour, jusqu'à ce que le roi des éléphants déracine l'arbre et transporte le malheureux au cimetière des éléphants. Le maître de Sinbad, qu'il rejoint au bout d'un jour de marche, est tellement heureux par la quantité d'ivoire qu'il y trouve qu'il libère Sinbad, lequel retourne à Bagdad riche en ivoire et en or. 

#### Autre version
Cette autre version est dite égyptienne et est très postérieure à la précédente :
Le navire navigue pour affaires ; mais un vent défavorable le pousse vers la plus lointaine des mers du monde. Le capitaine, paniqué, tira de son coffre un petit sac d'où il tira une poudre semblable à de la cendre, qu'il dilua et inhala les vapeurs produites par le liquide. Puis, il pris du même coffre un petit livre qu'il consulta et déclara qu'il y a appris que quiconque arrive en ces lieux n'en ressort pas vivant. La terre dont ils approchent s'appellent le Continent des rois (ou Climat des Rois), abritant le tombeau de Salomon. Elle est habitée par des serpents gigantesques et hideux. Chaque fois qu'un navire s'en approche surgissent des profondeurs des monstres marins l'engloutissant. Justement, leur bateau fut soulevé et retomba, alors qu'une terrible clameur se fit entendre. Une baleine haute comme une montagne surgit de l’eau et fonça sur eux, bientôt rejointe par une deuxième créature plus grosse et une troisième plus énorme encore ; toutes trois tournèrent autour d'eux. La troisième finit par foncer sur eux quand une violente rafale de vent souleva le navire et le jeta sur un haut-fond, contre lequel il se brisa.
S'accrochant à une planche, il patienta un jour avant d'arriver sur une vaste île, riche en arbres fruitiers et en eaux. Se ressourçant et reprenant courage, il explora les lieux et découvrit une rivière. Se souvenant de son précédent voyage, il se fabrique alors un radeau et flotte des jours durant, passant sous une haute montagne, aboutissant à un large torrent, jusqu'à une grande et belle ville. Là-bas, les habitants tendent un filet en travers du cours d'eau pour l'aider à s'arrêter et lui souhaitent la bienvenue. Parmi eux, un homme riche, prévôt et doyen des marchands, le mène à un hammam, puis chez lui où il le requinque avec l'aide de ses esclaves. Il le conduit ensuite au souk pour qu'il vende son radeau : Sinbad ignorait qu'il était composé de bois de santal, qui fut vendu après enchères à mille cent dinars d’or au marchand. Celui-ci, n'ayant pas d'héritier masculin, marie Sinbad à sa fille et le nomme comme héritier avant de mourir.
Les habitants de cette ville se transforment une fois par mois en oiseaux et s'envolent. Sinbad se fait porter par l'un d'eux jusqu'au plus haut du ciel, où il entend les anges chanter les louanges du Seigneur sous la voûte céleste. Émerveillé, il prononce le Tasbíh ; cependant, l'entendant, les anges lui lancent du feu qui manque de consume le groupe d'hommes-oiseaux. Les hommes-oiseaux sont fâchés contre Sinbad et l'isolent sur le sommet d'une montagne. Deux beau adolescents marchant avec une canne en or, les servants d'Allah, lui donnent une canne, puis s'en vont. Longeant la crête, il voit surgir de terre un énorme serpent tenant dans sa gueule un homme qui le supplie de l'aider. Le marin assène donc un coup de sa canne sur la tête de l'animal qui relâcha sa proie. Reconnaissant, il lui propose de l'accompagner ; tous deux cheminent et rencontrent le groupe d'hommes volants parmi lesquels il reconnut celui qui l'avait emporté. Il l'aborde en s'excusant et promet de se taire si l'autre accepte de le ramener chez lui.
De retour en ville, Sinbad apprend par sa femme que les hommes-oiseaux sont des suppôts de Satan, mais qu'elle-même et son père ne sont pas comme eux. Suivant les suggestions de sa femme, Sinbad vend tous ses avoirs et retourne avec elle à Bagdad, après vingt-sept ans d'absence, où, finalement, il finit par vivre tranquille, ne recherchant plus d'aventures.

## Analyse

### Historique
Les Sept Voyages de Sinbad le marin se retrouvent, à l'initiative d'Antoine Galland, à partir de la 69e nuit (tome 3) des contes des Mille et Une Nuits. Les sept voyages occupent précisément les nuits 69 à 90, toutes contenues dans le tome 3. Les aventures sont basées, d'une part, sur de véritables expériences de marins de l'océan Indien et, d'autre part, sur d'anciens textes de sources diverses (dont l’Odyssée d'Homère) ainsi que de nombreuses légendes perses et indiennes.

### Analyse de Michel Léturmy
Quelle est la raison ayant poussé Galland a placer ce conte à la 69e nuit, là où les autres traducteurs le reportent bien plus loin ? Il faut savoir qu'il l'a traduit avant même de connaître les Nuits et il ne trouve pas dans la recension de son recueil incomplet. Il lui semble pourtant qu'il fasse partie de l'œuvre.
C'est une histoire de porteur qui introduit les Dames de Bagdad (dans le conte Histoire de trois Calenders, fils de rois, et de cinq Dames de Bagdad). C'est aussi un porteur qui introduit les histoires de Sinbad. De plus, on verra quelles analogies unissent ces deux récits, tels que l'enlèvement par le Rokh, le château des femmes et la porte défendue. Ne seraient-ils pas parents ? Tous deux sont aussi liés par les mêmes affinités à l'histoire de Hassan de Bassorah.
La Bagdad d'Hâroun ar-Rachîd nous livre ici une partie de son secret. Son faste, sa générosité, lui viennent de sa pratique des voyages, qui l'ont enrichie, mûrie, habituée aux risques, instruite et développé son imagination. Le conte a pu naître d'une histoire réelle d'un mari de Bagdad qui échoue sur l'île du Sri Lanka, se lie d'amitié avec le roi du pays et rentre chez lui, chargé d'une ambassade (accompagné d'une lettre officielle) auprès de son sultan. Ce dernier veut répondre en réexpédiant ce même marin au roi pour porter sa réponse. Tel est le thème des deux derniers voyages de Sinbad, qui n'ont d'ailleurs pas le même caractère que les cinq premiers : leur centre d'intérêt n'est plus une aventure fantastique, mais l'ambassade officielle elle-même. À force de narrer cette histoire, les souvenirs devaient affluer, s'embellir et se multiplier suivant les lois suivantes. Les objets inaccoutumés prennent des proportions fantastiques, les difficultés rencontrées des formes magiques ; dix aventures survenues au cours d'un voyage donnent lieu au récit de dix voyages. Chacun de ces souvenirs fut tout naturellement enchâssé dans un voyage à part destiné à lui donner du relief. Les cinq premiers récits ont été ainsi bâti sur le même modèle : l'appât de l'aventure et du gain sert d'introduction ; le naufrage et l'aventure suivants constitue le corps du récit ; enfin, après un petit exposé documentaire sur les diverses curiosités des pays traversés, la joie de retrouver sa ville et l'aisance sert de conclusion.
D'ailleurs, cette lettre du roi du Sri Lanka au calife Hâroun ar-Rachîd est attestée dans plusieurs récits historiques, comme Les Prairies d'or (en) d'Al-Mas'ûdî, ainsi que la description du cadeau l'accompagnant. Cette concordance est l'une des raisons nous permettant de voir, dans ces deux derniers voyages, le noyau historique qui aurait donné naissance au cycle de Sinbad.

### Analyse de René R. Khawam
René R. Khawam propose une nouvelle traduction de Sindbad le marin légèrement différente de celle d'Antoine et de ses successeurs, à partir de manuscrits utilisés par Galland. D'après lui, Sindbad le marin ne ferait pas partie des Mille et Une Nuits. Il s'agirait d'un récit inspiré d'un navigateur de l'époque d'Hâroun ar-Rachîd, calife de Bagdad. Il permettrait, pour l'époque, de donner des indications quant aux possibilités de commerce. Le récit aurait été écrit quelques années après, vers 837, et aurait notamment été lu par le géographe Ibn-Khourradâdhbîh (qui aurait peut-être rencontré le personnage réel inspirant Sindbad). De plus, le récit complet comprendrait également les aventures de Sindbad le terrien (l'histoire d'Hassan de Bassorah), présenté comme Sindbad le portefaix, l'interlocuteur de Sindbad le marin.

### Analyse de Jamel Eddine Bencheikh
Jamel Eddine Bencheikh, qui a traduit le conte sous le titre de Sindbâd de la mer, souligne la similitude du conte avec le Conte du roi, de son fils et des sept vizirs, dont le héros porte un nom similaire : Sindbad le Sage. Tous deux sont sûrement passé du pèhlévî (moyen perse) à l'arabe, où ils se sont constitués en recueils indépendants IXe siècle et le XIIe siècle. Il confirme que c'est Galland qui les a rajouté aux Mille et Une Nuits, ainsi que probablement le septième voyage aux six précédents de Sindbad le marin. On y retrouve des traces de récits anciens. l'œuf du rokh est connu de Lucien de Samosate. Le géant anthropophage du troisième voyage rappelle Polyphème et la bestialisation des voyageurs du quatrième rappelle celle provoquée par Circé, deux personnages de l’Odyssée.
Le conte comporte aussi des traces d'ouvrages géographiques arabes, tels que la Relation de la Chine et de l'Inde (ouvrage anonyme daté de 851). Au Xe siècle, dans Les prairies d'or, Al-Mas'ûdî évoque lui aussi ces îles et rivages que le héros croise sur sa route et leurs richesses : perles, ébène, bambou, teck, ivoire, noix de muscade, santal, aloès, camphre... Cela dit, il faut rester prudent et ne pas prendre le personnage pour un navigateur ou un géographe. Dans un ouvrage sur la navigation arabe publié en 2000, L'Islam et la mer : la mosquée et le matelot VIIe – XXe siècles, le géographe français Xavier de Planhol juge sévèrement les identifications géographiques fantaisistes fournies par certains traducteurs insérant dans leur traduction des Nuits des passages pris à des géographes. D'ailleurs, ce n'est pas impossible qu'au Moyen Âge, des scribes arabes aeint pu procéder similairement.
Contrairement à ce que son surnom laisse entendre, Sindbad al-Bahrî n'est pas un marin : il ne connait rien des vaisseaux, de leur équipage, de leurs gréements, ni des modes de navigation. Hormis l'exception de Sarandîb (le Sri Lanka), il n'indique jamais de noms de lieux clairement identifiables. Ce n'est donc pas ici une relation de voyage nourrie d'informations géographiques, économiques et sociales. Fils d'un riche marchand dont il a dilapidé la fortune, le héros s'inscrit dans un schéma narratif invariable au fil de ses aventrues : victime d'une tempête, d'une agression ou d'un oubli, il perd toutes ses marchandises et se retrouve abandonné sur une île. Toutefois, le sort tourne en sa faveur, lui permettant de revenir chez lui, à Bagdad, bien plus enrichi qu'à son départ. Il considère que la fortune ne se gagne que dans le danger : il va jusqu'au meurtre et au dépouillement de cadavre dans la tombe du quatrième voyage. Rusé, chanceux et protégé par Dieu, il échappe à toutes les horreurs pour s'en revenir comblé d'avoir à les narrer.
La leçon est amère pour celui qui l'écoute : Sindbad le portefaix. Misérable, croulant sous la chaleur, la fatigue et la faim, il s'arrête dans le patio d'une riche demeure d'où s'échappe de délicats effluves. Il y entend de doux airs musicaux et les conversations de convives savourant le vin des meilleures treilles. Est-ce Sindbâd de la mer qui s'embarque ? Ou le portefaix qui rêve de le faire ? Le pauvre peuple de Bagdad et Bassorah acceptait-il sa misère sans jamais s'en plaindre, ne se guérissait-il pas un peu de son impuissance en rêvant de parcourir un jour les mers?
Le problème pour traduire ce conte a donc été d'établir un texte aussi fidèle et crédible que possible. Les manuscrits sont nombreux (six pour la seule Bibliothèque nationale de France), tout comme les éditions arabes. La découpe des nuits, l'enchaînement des épisodes, les dialogues et les poèmes varient d'une version à l'autre. Ce n'est pas ici une œuvre d'auteur, mais une parole vivante, toujours en suspens, prête à rebondir et à entraîner vers un rêve peuplé de désirs. Selon l'époque, la ville ou l'auditoire, le conteur réinvente lieux, personnages et péripéties. Il ne répète pas, il crée des horizons où il sait être attendu. Le scénario est convenu mais la réalisation libre. Quand l'imaginaire arabe avait encore le droit de s'exprimer, Sindbad était toujours prêt à reprendre la mer pour mille et un voyages. N'oublions pas que la critique anthropologique présente aussi l'épopée homérienne comme un ensemble de performances orales ne devant rien à l'écriture. La parole vivante conserve ses rites et aucune transcription ne la rebute. L'Occident n'a-t-il pas à son tour célébré et revisité ce conte ? Décliné sous toutes sortes d'œuvres, ce personnage passionne toujours. L'explorateur, historien et écrivain britannique Tim Severin fait construire en 1980 un voilier à l'ancienne en Oman, le Sohar, prend la mer à Mascate le 23 novembre, s'inspirant pour son voyage de celui du héros du conte, comme il le narre dans Le voyage de Sindbad.

### Itinéraire de Sindbad
Les voyages de Sindbad relevant du merveilleux, déterminer leur cadre géographique exact est hasardeux. Toutefois, plusieurs spécialistes ont tenté d'en déterminer les destinations :
Charles Athanase Walckenaer a cru pouvoir établir cet itinéraire dans Nouvelles annales des voyages (année 1831). Il semble probable que le conteur a inséré souvenirs personnels et anecdotes recueillies dans le cadre des connaissances géographiques de son époque. Concernant les auteurs arabes anciens, Walckenaer fait remarquer que les géographes n'hésitent pas à farcir leurs comptes rendus scientifiques de traits légendaires, tandis que les conteurs mêlent à leur littérature d'imagination de nombreuses données scientifiques.
René R. Khawam affirme qu'il est possible, sans grand risque d'erreur, de reconstituer les itinéraires de Sindbad, :
- Premier voyage : l'archipel des Cocos, Sumatra, le royaume indo-malais d'un certain Mihrage[b], et éventuellement l'île de Célèbes ;
- Deuxième voyage : près de Madagascar et Bornéo (dans le bassin du Rajang) ;
- Troisième voyage : Bornéo et Java ;
- Quatrième voyage : la mer de Java, l'île de Belitung, le sud de Sumatra et l'archipel des Cocos ;
- Cinquième voyage : la côte orientale de l'Afrique, la Somalie, l'île de Moyuâ au large d'Anjouan (archipel des Comores), l'archipel des Chagos et les pêcheries de perles du Bahreïn ;
- Sixième voyage :  les récifs du cap Comorin, la région de Madurai (sud de l'Inde), le Sri Lanka[as] ;
  - Suite du sixième voyage (ou autre version du septième voyage) : le détroit d'Ormuz ;
- Septième voyage : la Chine (sûrement le port de Tianjin) et le Japon (possiblement l'île de Kyūshū).

André Miquel, de son côté, propose une liste très différente :
- Premier voyage : à Sumatra ;
- Deuxième voyage : au Sri Lanka ;
- Troisième voyage : à Salahath[u] (en fait Malaisie) ;
- Quatrième voyage : dans les îles de la Sonde ;
- Cinquième voyage : dans les îles de la Sonde ;
- Sixième voyage : au Sri Lanka ;

## Adaptations
- 1947 : Sinbad le marin (Sinbad the Sailor), film américain réalisé par Richard Wallace
- 1958 : Le Septième Voyage de Sinbad (The 7th Voyage of Sinbad), film américain réalisé par Nathan Juran
- 1963 : Capitaine Sinbad (Captain Sinbad), film germano-américain réalisé par Byron Haskin
- 1973 : Le Voyage fantastique de Sinbad (The Golden Voyage of Sinbad), film américain réalisé par Gordon Hessler
- 1974 : Sept Courts Métrages inspirés des Mille et une nuits (Pohádky tisíce a jedné noci), films courts d'animation tchécoslovaques réalisés entre 1971 et 1974 par Karel Zeman
- 1977 : Sinbad et l'Œil du tigre (Sinbad and the Eye of the Tiger), film américain réalisé par Sam Wanamaker
- 1989 : Sinbad (Sinbad of the Seven Seas), film italo-américain réalisé par Enzo G. Castellari, Luigi Cozzi
- 1996-1998 : Les Aventures de Sinbad (The Adventures of Sinbad), série télévisée canadienne créée par Ed Naha
- 2003 : Sinbad : La Légende des sept mers (Sinbad: Legend of the Seven Seas), film d'animation américain réalisé par Tim Johnson et Patrick Gilmore
- 2010 : Les Sept Aventures de Sinbad (The 7 Voyages of Sinbad), film américain réalisé par Adam Silver et Ben Hayflick
- 2010 : Sinbad et le Minotaure (Sinbad and The Minotaur), film américain réalisé par Karl Zwicky (en)
- 2012 : Sinbad, série télévisée britannique créée par James Dormer, Russell Lewis et Jack Lothian
- 2013 : Sinbad et la légende de Mizan, comédie musicale française
- 2014 : Les Nouvelles Aventures de Sindbad[13], serious game sur le management scénarisé par Alex Mucchielli.
- 2014 : Sinbad no bouken, adaptation originale japonaise (OAV du manga Magi the labyrinth of magic)
- 2016 : Sinbad no bouken, adaptation du manga original (TV)

## Autres utilisations
- « Sinbad le marin » est un des pseudonymes qu'emploie Edmond Dantès dans le roman Le Comte de Monte-Cristo d'Alexandre Dumas.
- Dans le film Le Voleur de Bagdad (1940), Abu propose à plusieurs reprises d'aller rejoindre un marin nommé Sinbad (prononcé [sɛ̃bad] dans le doublage français, le « in » étant nasalisé).
- Sindbad (prononcé [Shindobado] en japonais) est le roi du royaume de Sindoria et chef de l'Alliance des 7 Mers dans le manga Magi.
- Sindbad est à l'origine d'une exposition intitulée À la rencontre de Sindbad, la route maritime de la soie qui a lieu au musée national de la Marine à Paris du 18 mars 1994 au 15 juin 1994.
- L'astéroïde (41488) Sindbad est nommé en l'honneur du personnage[14].
- Sindbad est le personnage guidant le fil de l'exposition Aventuriers des mers[15] de l'Institut du monde arabe à Paris en 2016.
- Dans la bande dessinée 3 Souhaits, le personnage de Sinbad est repris comme certains personnages de contes des Mille et Une Nuits.
- Le personnage de Sinbad apparaît dans le jeu Sonic and the Secret Rings sous les traits de Knuckles.